# Nguibassal
Pour les articles homonymes, voir Nguibassal (homonymie).
Nguibassal est une commune du Cameroun située dans la région du Centre et le département du Nyong-et-Kéllé.

## Population
Lors du recensement de 2005, la commune comptait 4 685 habitants, dont 576 pour Nguibassal proprement dit.

## Organisation
Outre Nguibassal, la commune comprend les villages suivants :
- Libobi
- Boumndjack
- Elale
- Lamal
- Lialingombi
- Lihong
- Likongue
- Maholo
- Mandjandjang
- Manganga
- Ngui-Libobi
- Nkong-Mango
- Nkoumissé-Sud
- Sikandigue
- So-Makaï